# Marcel Paeschen
Marcel Paeschen (Ougrée, 30 april 1937 – Luik, 21 maart 2002) was een Belgisch voetballer die speelde als aanvaller. Hij voetbalde in Eerste klasse bij Standard CL en speelde 16 wedstrijden met het Belgisch voetbalelftal.

## Loopbaan
Paeschen debuteerde in oktober 1954 als 17-jarige in het eerste elftal van Standard CL. Vanaf het seizoen 1955-56 verwierf hij er een vaste basisplaats als aanvaller. Met de ploeg werd Paeschen driemaal landskampioen (1958, 1961 en 1963) en eenmaal tweede (1962). Paeschen speelde met Standard de kwartfinales van de Europacup I 1958/59 tegen Stade de Reims en de halve finales van de Europacup I 1961/62 tegen Real Madrid. 
Vanaf het midden van de jaren 1960 ondervond Paeschen op zijn positie veel concurrentie van onder meer Roger Claessen zodat hij regelmatig op de invallersbank belandde. In 1966 zette hij een punt achter zijn spelersloopbaan op het hoogste niveau. Paeschen speelde in totaal 264 wedstrijden voor Standard en scoorde hierin 77 doelpunten.
Tussen 1957 en 1964 werd Paeschen 22 maal geselecteerd voor het Belgisch voetbalelftal. Hij speelde in totaal 16 wedstrijden voor de nationale ploeg en scoorde hierin 4 doelpunten.